# Genésio Tureck
Genésio Tureck (Rio Negrinho, 25 de março de 1946 — Florianópolis, 5 de maio de 1988) foi um médico e político brasileiro.

## Vida
Filho de Herberto Tureck, que foi prefeito de Rio Negrinho de 1964 a 1966, e de Ana Ruzanowski Tureck, formou-se em medicina pela Universidade Federal do Paraná, em 1971.

## Carreira
Foi deputado à Assembleia Legislativa de Santa Catarina na 9ª legislatura (1979 — 1983), eleito pelo Movimento Democrático Brasileiro (MDB).
Foi prefeito municipal de São Bento do Sul eleito em 1982 e faleceu durante o mandato, vítima de acidente automobilístico.